# فرمان علي خان
فرمان علي شرطوط (1 مايو 1977 - 7 ديسمبر 2009)،  باكستاني مقيم ويعمل بالسعودية، اشتهر بواقعة كارثة سيول مدينة جدة حيث أنقذ أربعة عشر شخصاً من الموت وتوفي غرقاً بعدها، وقد أصدر الملك عبد الله بن عبد العزيز أمرًا بأعطاء ذويه وسام الملك عبدالعزيز من الدرجة الأولى وقد استلمها أخوه في قصر الأمير محمد بن نايف بن عبد العزيز آل سعود وزير الداخلية وذلك تقديراً لعمله البطولي المشرف. حين استخدم دواليب وألوحاً خشبية لإنقاذ أربعة عشر شخصً من الغرق وحينما حاول إنقاذ الشخص الخامس عشر تطلب نزوله إلي الماء الذي جرفة وغرق.
أصدر الملك عبد الله بن عبد العزيز أمرًا بمنحه وسام الملك عبد العزيز من الدرجة الأولى تقديرًا لعمله البطولي.
قدمت جامعة الملك سعود منحة دراسية كاملة لشقيقه لدراسة اللغة في معهد اللغة العربية، قبل أن يلتحق بكليات الجامعة المختلفة.
```
سمي شارع بإسمه تقديرا ووفاء لعمله البطولي في محافظة جدة في حي أبرق الرغامة.

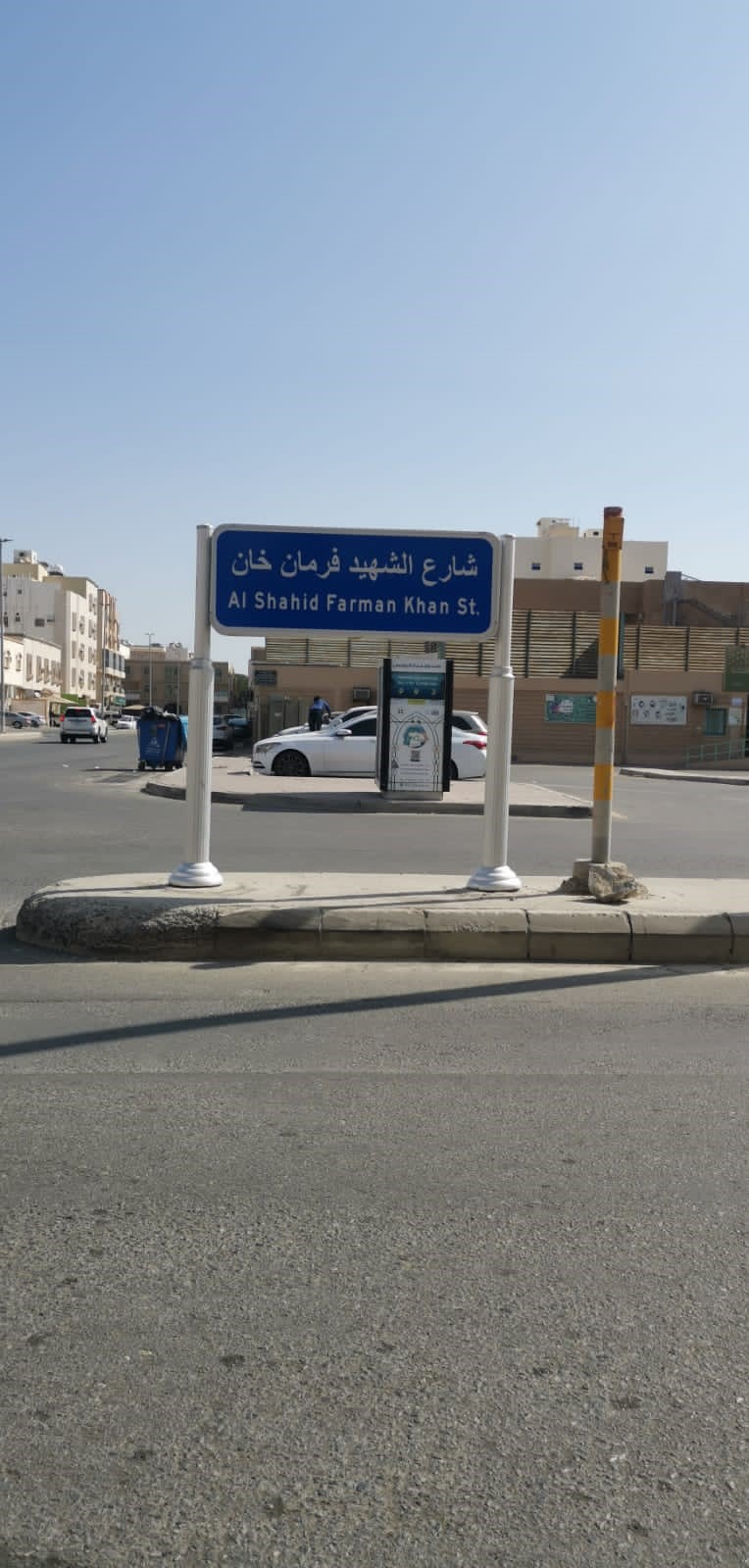
شارع بأسمه في مدينة جدة

```